# Cyphostemma johannis
Cyphostemma johannis är en vinväxtart som först beskrevs av Exell & Mendonca, och fick sitt nu gällande namn av Descoings. Cyphostemma johannis ingår i släktet Cyphostemma och familjen vinväxter. Inga underarter finns listade i Catalogue of Life.